# ステラ・ダラス (1937年の映画)
『ステラ・ダラス』(Stella Dallas) は、1937年にアメリカ合衆国で公開された映画。
ハリウッドの重鎮プロデューサーとして数々の大作を手がけていたサミュエル・ゴールドウィンが、当時人気の絶頂にあった女優バーバラ・スタンウィックを主演に据えて製作した。
アメリカ社会における階級対立や女性の位置づけを主なテーマとして描き、30年代ハリウッドの代表的なメロドラマ作品のひとつとみなされている。同名の小説が原作で、サイレント期の1925年に続く二度目の映画化。アカデミー主演女優賞・助演女優賞にノミネートされた。 

## あらすじ

### 上流階級に憧れる娘

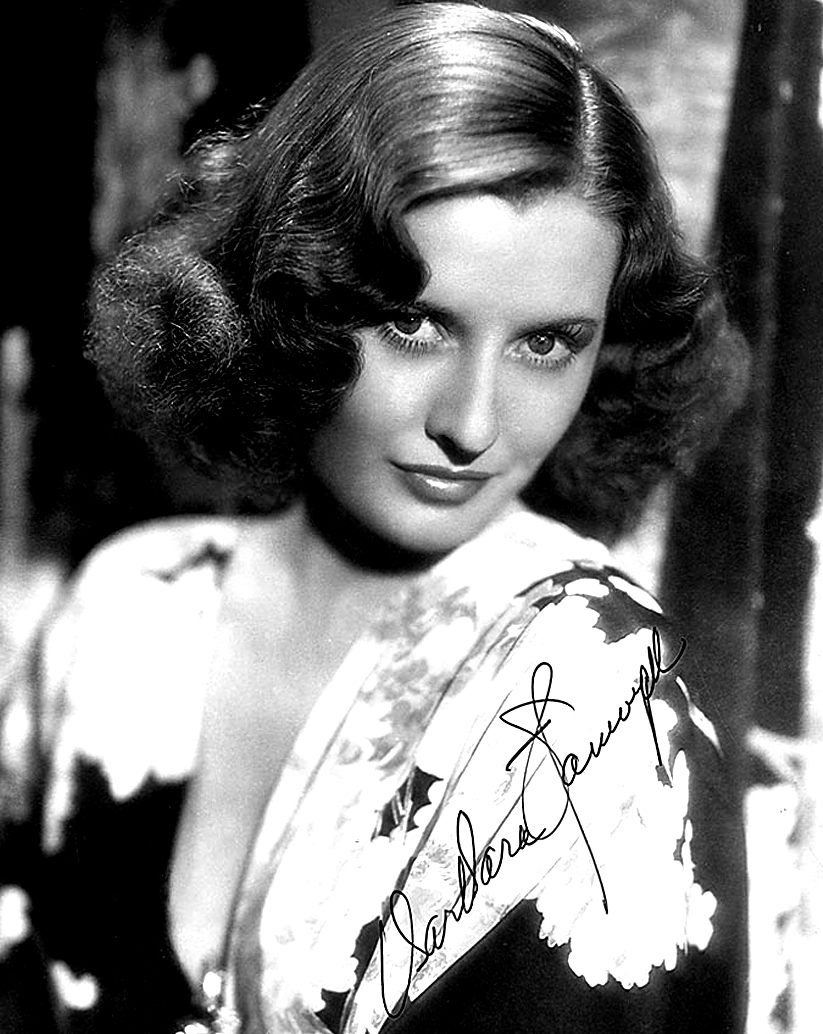
母親のステラを演じたバーバラ・スタンウィック。1930年頃。スタンウィックは古典期ハリウッドの最盛期に絶大な人気を誇っていた。

第一次大戦が終結してまもないマサチューセッツ州の工場街。紡績工員の娘ステラ・マーティン（バーバラ・スタンウィック）は、つましい暮らしを抜け出すため、青年ながら工場の重役の地位にあるスティーブン・ダラス（ジョン・ボールズ）との結婚を夢見ていた。スティーブンはかつて婚約相手がいたが、戦争による混乱で傾いた工場の経営立て直しに奔走するうち、相手の女性は別の相手との結婚を決めてしまった。
失意の底にあるスティーブンにステラは猛烈に働きかけ、富裕層の男が好む女性の言動や仕草の研究をかさねて、ついに結婚にこぎつける。

### 結婚
二人には美しい娘ローレル（アン・シャーリー）が誕生する。ステラは念願の上流階級入りを果たし、毎晩のパーティー通いとショッピングに夢中になっていたが、ローレルのことは溺愛していた。
スティーブンは、結婚前のステラのしとやかな言動がしだいに地金を現して元の粗野な好み・言動が目立ってきたことに眉をひそめ、彼女の周囲に集まる下品で無教養な友人たちも気に入らなかった。スティーブンは何とかステラの振る舞いを上流階級風に矯正しようとするが、束縛を嫌うステラとスティーブンの間に溝ができはじめる。
そんな中スティーブンのニューヨーク勤務が決まると、ステラはパーティー暮らしのできるボストンで娘と暮らすことに固執し、二人は別居を決意する。

### 別居
別居生活が始まって数年後、スティーブンはニューヨークでかつての婚約相手ヘレン（バーバラ・オニール）と偶然再会する。ヘレンは富裕な夫を早くに亡くし、今は相続した広壮な邸宅で3人の子供たちを育てていた。
ヘレンの家に招かれ、その知人たちとも交流を重ねるうち、スティーブンは自身と同じ上流階級出身のヘレンに再び惹かれてゆく。

### 娘の成功
ヘレンはスティーブンの娘に興味をもち邸宅へ招待する。心が優しく美しい娘に成長したローレルはヘレンの周囲にいた上流階級の人々もたちまち魅了し、その中の一人、大富豪の息子リチャード（ティム・ホルト）と恋に落ちる。一方、ローレルに同行してきたステラは精一杯着飾ってくるが、そのけばけばしい衣装の好みや粗野な振るまいは、ゆく先々で富裕な人々の嘲笑と憐憫の対象になってしまう。

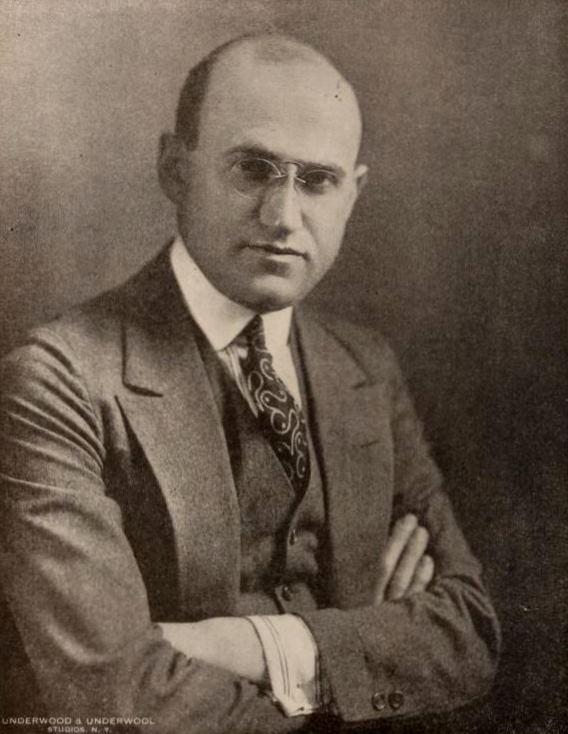
映画を製作したサミュエル・ゴールドウィン。当時アメリカ屈指の大物プロデューサーとしてハリウッドに君臨していた。1919年頃。

そのことにステラは気づかないままだったが、ボストンへ戻る列車の中で、滞在先での二人を知る女たちの噂話を耳にする。ローレルはあれほど優美で聡明なのに、その母親が滑稽な服装で愚かしいまねを重ねていたのはなぜなのか。どうやらあの母親は労働階級出身で、大した教育も受けていないらしい。本当にローレルが気の毒だ ─ 。
ステラは、自分が上流階級に入り込めたと信じていたが錯覚に過ぎなかったこと、そして自分と一緒にいるかぎり、溺愛するローレルもつねに笑われ続けるに違いないことを悟って強い衝撃を受ける。

### 別離を決意する
ステラは意を決してヘレンの元を訪ねる。自分はスティーブンと離婚するから、どうかローレルを引き取って彼と再婚してほしい。そして、娘にふさわしい豊かな教育と安定した暮らしを与えてやってほしい。ステラの自己犠牲精神に感動したヘレンはローレルを大切にすると約束し、スティーブンとヘレンとの間で再婚の計画が動き始める。
再婚の話を知らされてショックを受けたローレルがステラの真意を確認にゆくと、ステラはわざとローレルを邪険に扱う。自分は別の男性と結婚して、新天地で一人の女として楽しい暮らしをしてゆきたい。そのためには娘がいては邪魔なのだ。
それはすべてローレルの心を自分から引き離すためのステラの作り事だったが、ローレルは娘よりも自分の安楽を優先させたと受け止め、スティーブンとヘレンの元に帰って泣き崩れる。

### 娘の結婚式
数年後、ローレルはリチャードとの結婚式にのぞんでいた。会場の外の路上では、豪華な結婚式の様子を見に街の人々が集まっている。その中には、雨に打たれながら窓越しに花嫁姿のローレルを見つめて涙を流すステラの姿があった。
ステラはスティーブンと結婚する前の何も持たない女に戻り、やがて結婚式に背を向けて街に消えてゆく。

## 背景

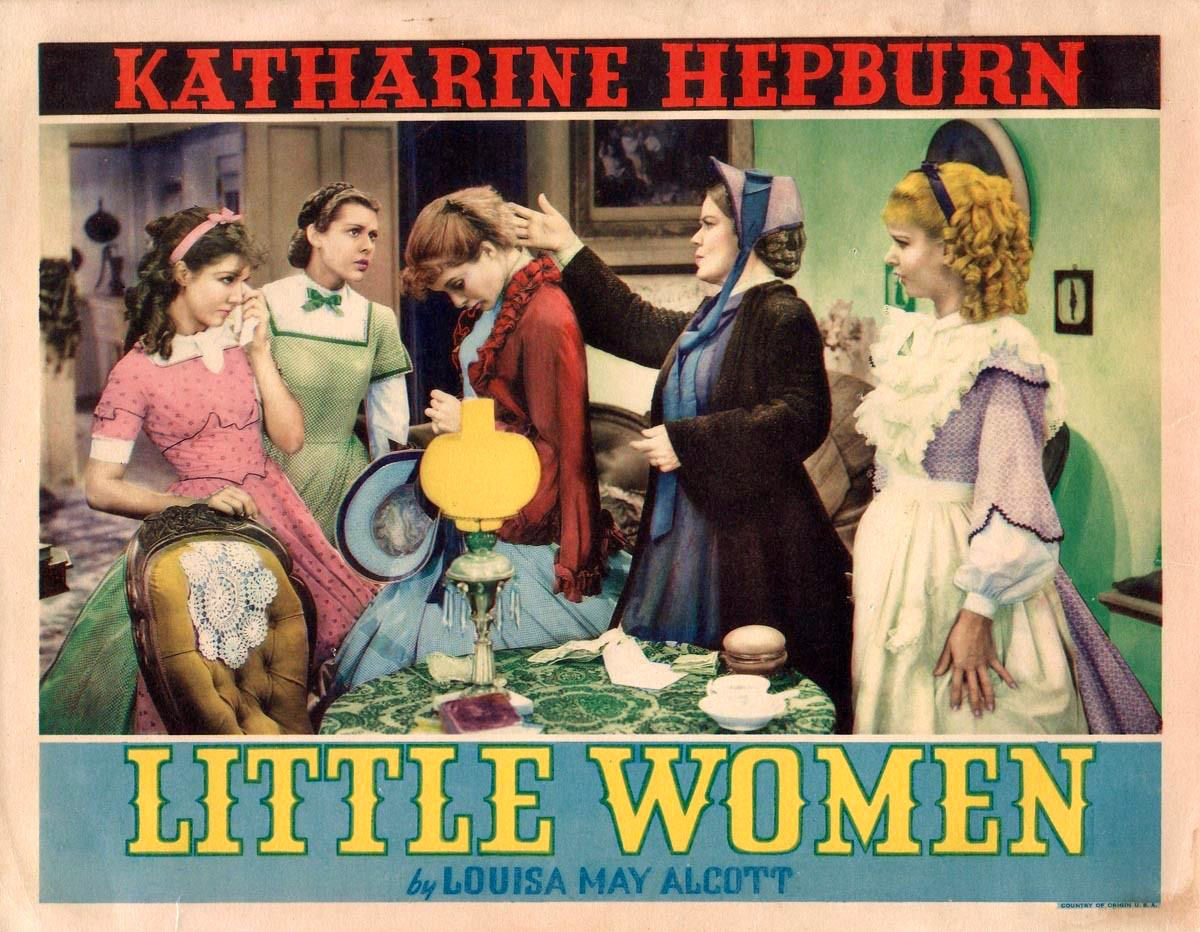
『若草物語』(1933) のロビーカード。1930年代はハリウッドで女性を主人公とした「女性映画」が繰りかえしヒットしており、『ステラ・ダラス』もこの風潮の中で企画された。

本作は1923年に出版されたオリーヴ・ヒギンズ・プローティによる同名の小説の映画化で、プロデューサーのサミュエル・ゴールドウィンが1925年に一度サイレント映画として製作したものをトーキー版として自らリメイクした（さらに1990年には息子のサミュエル・ゴールドウィン・ジュニアが、ベット・ミドラー主演で三度目のリメイク『ステラ』を製作している）。監督は、すでに幾つかのヒット作を手がけていたキング・ヴィダーが務めている。
母親役をつとめた主演のバーバラ・スタンウィックはサイレント後期から1960年代まで活躍しつづけた古典期ハリウッドを代表する女優の一人で、この作品に出演した頃にはクラシックな美貌で人気の絶頂にあった。
スタンウィックは人々から憧憬される聖女（『奇跡の処女』）から出世のために性的魅力を利用することをいとわない野心家（『ベビー・フェイス』）まで両極端の役柄を演じ分けることで知られ、本作ではその二面性を活かした脚本が用意された。
製作スタッフもゴールドウィンの目にかなった実力派が動員された。脚本は1933年に『若草物語』(Little Women)でアカデミー脚色賞を受賞したサラ・メイソンとヴィクター・ヒアマンのコンビが起用されたほか、 撮影監督にはフランス出身のルドルフ・マテ、音楽は『孔雀夫人』(Dodsworth)などのヒット作を手がけたアルフレッド・ニューマンが抜擢されている。
このころマテとニューマンはまだ新進だったが、マテはのちに『ギルダ』『海外特派員』などの名作を撮る巨匠となり、ニューマンは後年ハリウッドを代表する作曲家となって生涯に９つのアカデミー賞を受賞することになる。
『ステラ・ダラス』が製作された1937年には、『スタア誕生』や『大いなる幻影』、アニメ作品『白雪姫と七人のこびと』など数多くの話題作が公開されたが、本作はその中に交じって米国内の興行収入第7位という成績を収めている。

## 評価・解釈

### メロドラマ研究
かつて『ステラ・ダラス』は典型的な「お涙頂戴映画 weepie」として批評家に低く見られていたが、1930年代の社会階級や性役割に関する人々の意識をくわしく描いているため、近年では映画研究の重要な題材とみなされるようになった。 
映画研究者クリスティン・グレッドヒルは、『ステラ・ダラス』を19世紀の小説や戯曲にさかのぼるメロドラマの系譜に位置づけなおして見せた。グレッドヒルによればメロドラマは感情の苦闘を主題とする物語形態で、そこでは経済格差や社会慣行などの動かしがたい障害が登場人物を終始苦しめつづける。メロドラマ作品においては些細な誤解や行き違いがしだいに増幅されて大きな悲劇を生むが、多くの場合、最終的には登場人物の善良さや本質的な心の清らかさが勝利する結末に至る。グレッドヒルは『ステラ・ダラス』をそうした点でメロドラマ映画の代表例のひとつと見なしている。
またアンナ・シオモプーロスは、大恐慌後の1930年代に行われたニューディール・リベラリズムと福祉政策の影響という観点からこの作品を分析し直し、そこに当時の風潮が色濃く反映されていると指摘している。シオモプーロスによれば、当時のリベラルな風潮では持たざる者への適度な再分配は積極的に推奨されるが、根本的な社会変革による格差解消は決して受け入れられない。メロドラマとしての『ステラ・ダラス』は、スタンウィック演じる母親が上流階級の人々を前に身を引くことに観客の感動を誘導している点で、典型的なニューディール・リベラルの作品だとシオモプーロスは解釈している。

### フェミニスト批評

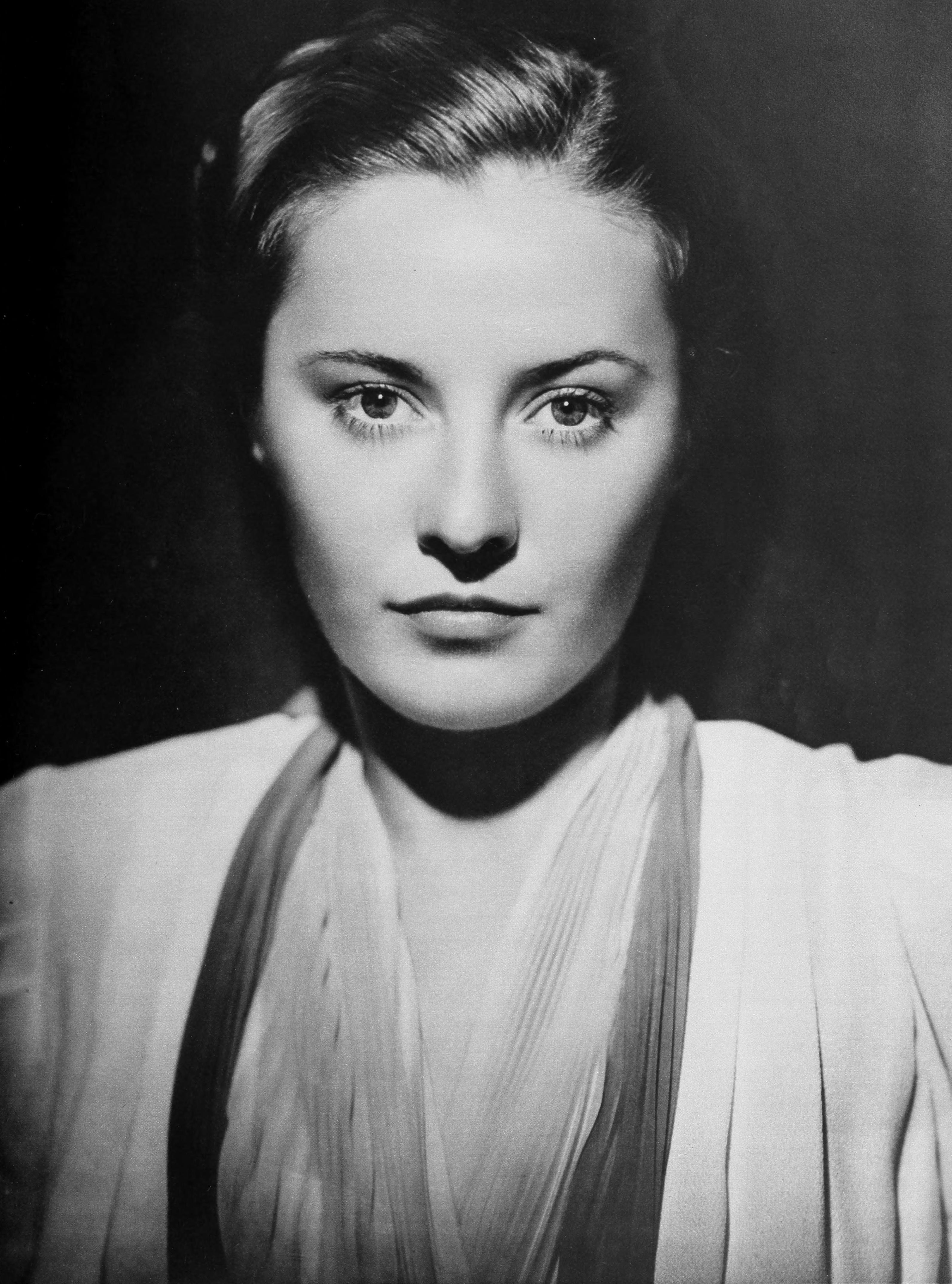
1938年の映画雑誌に掲載されたバーバラ・スタンウィックのポートレート写真。スタンウィックは全く性格の異なる様々な女性像を演じ分け、出演作の多くは映画研究で好んで分析される対象となっている。

現代アメリカ女性の生き方を描く作品として『ステラ・ダラス』を読み解こうとする試みは映画評論家のモリー・ハスケルをはじめ早くから行われていたが、1980年代半ばにリンダ・ウィリアムズやE・アン・カプランの論文が発表されてから、とくにフェミニスト映画理論の分野で大きな関心を集めるようになった。主な論点となったのは、作品で描かれている母と娘、妻と夫の関係である。

#### 家父長制幻想としてのステラ・ダラス
カプランによれば『ステラ・ダラス』において観客が一貫して共感をおぼえ自己同一化するのは、主人公のステラである。ステラは労働階級の出身であって、結局のところ夫となったスティーブンが属する上流階級の好みや習慣についてゆくことができない。そしてスティーブンはステラから離れて、同じ階級に属する温厚で賢明・献身的な女性ヘレンとの再婚をえらぶが、ステラはその選択を歓迎する。
カプランはこうした作品の構造が、女性を含む観客を「自己犠牲的な母親」への共感に導かれるよう周到に組み立てられているとみなした。捨てられる妻／女というステラの境遇に観客が涙を流し、彼女の自己犠牲的な決断に感動するとき、カプランによれば、観客は実際にはステラという存在の否認に同調し、安定した裕福な家庭で生きる献身的な母親像を、女性としての正しい姿と認めているのである。
そこでカプランにおいて、路上で雨に打たれながら娘の結婚式をのぞき見るという感動的なラストシーンは、「家父長制における母親がどのようなものかを見事に表現している。それは多くのものを諦めること、つねに外部に位置すること、そしてそれを喜びと感じることなのだ」と結論づけられることになる。

#### 複線構造をもつステラ・ダラス
これと大きく異なる解釈を提示したのが、カプランと同じくフェミニスト映画理論の研究者リンダ・ウィリアムズである。
ウィリアムズによれば、『ステラ・ダラス』という作品の大きな特徴は、観客が共感を覚える登場人物が複数準備されていて、物語の中心が絶えず入れ替わりつづけていることである。そのため、カプランの主張するように物語は必ずしもステラだけを軸に進行するわけではない。
こうした複線構造の頂点となるのは、ラストシーンである。ステラが路上から結婚式をのぞき見るシーンの前には、ダラスの再婚相手ヘレンと実の娘ローレルが愛情深くステラを思いやるシーンが置かれているが、ここで二人の優しさと心の気高さが描かれるために、観客の印象は輻輳化する。
ウィリアムズによれば、観客はカプランの言うようにステラだけに自己同一化しその排斥に涙を流しているのではなく、実の母親が身を引くという決断が「母と娘の共同作業」として行われているからこそ、観客は心を動かされるのである。
またカプランは作品中のローレルとステラの関係を母親の一方的な自己犠牲にもとづくいびつな親子関係と断じたが、これについてもウィリアムズはさして違和感がないと退けている。
こうした二人の評価の違いをめぐって多くの批評家・研究者が賛否を論じるなか、フェミニスト映画理論における「解釈の恣意性」が批判を受けつつも、映画の物語を解釈する枠組みは様々に洗練されていった。
近年もスタンリー・カヴェルによってステラを「自覚的に自らの姿を演出する戦略的な女性」ととらえた独自の解釈も示されるなど、今も『ステラ・ダラス』はアメリカ映画研究の分野で重要な分析対象となっている。

## 関連文献
- Cavell, Stanley.Contesting Tears: The Hollywood Melodrama of the Unknown Woman. Chicago: University of Chicago Press, 1996.
- Copjec, Joan. Imagine There's No Woman: Ethics and Sublimation, Boston: MIT Press, 2004.
- Doane, Mary Ann. The Desire to Desire: The Woman's Film of the 1940s, Bloomington, IN: Indiana University Press, 1987),
- Foster, Gwendolyn Audrey. "Performing the 'Bad' White,"  Performing Whiteness: Postmodern Re/Constructions in the Cinema, Albany, NY: State University of New York, 2003.
- Frme, Jonathan. "Melodrama and the Psychlogy of Tears," Projections, 8:1, 2014.
- Gallagher, Tag. “Tag Gallagher Responds to Tania Modleski’s ‘Time and Desire in the Woman’s Film’, Cinema Journal, Spring 1984.
- Gledhill, Christine. “Christine Gledhill on Stella Dallas and Feminist Film Theory.” Cinema Journal 25:4, 1986.
- Hollinger, Karen. Feminist Film Studies, New York: Routledge, 2012.
- Kaplan, E. Ann. "The Case of the Missing Mother: Patriarchy and the Maternal in Vidor's Stella Dallas," Heresies, 4:4, 1983.
- Rothman, William. "Pathos and Transfiguration in the Face of the Camera: A Reading of Stella Dallas," The 'I' of the Camera: Essays in Film Criticism, History, and Aesthetics, 2nd ed., Cambridge University Press, 2003.
- Mayer, Geoff and Brian McDonnell. "Stanwyck, Barbara (1907-1990)." Encyclopedia of Film Noir, ABC-CLIO, 2007.
- Petro, Patrice and Carol Flinn. “Patrice Petro and Carol Flinn on Feminist Film Theory,” Cinema Journal 25.1, 1985.
- Siomopoulos, Anna. Hollywood Melodrama and the New Deal: Public Daydreams, New York: Routledge, 2014.
- Smith, Richard. "Montage and Tableau in Stella Dallas," Film-Philosophy, 18, 2014.
- Whitney, Allison. " Race, Class, and the Pressure to Pass in American Maternal Melodrama: The Case of Stella Dallas," Journal of Film and Video, 59:1, 2007.
- Williams, Linda. " 'Something Else Besides a Mother': Stella Dallas and the Maternal Melodrama,"Cinema Journal, 24:1, 1985.